# مباركة بنت الخص
مباركة بنت الخص أميرة هلالية من بني عامر، عاشت مابين القرنين الرابع عشر والخامس عشر للميلاد  في بريزينة و كان أبوها أميراً شهماً و مطاعاً، وحكمت إمارة تمتد حدودها من منطقة أربوات شمالا إلى مدينة المنيعة جنوبا، وشرقا غلى منطقة العمور وغربا إلى حدود الوادي الغربي مع حدود إقليم توات كما كانت تملك قصرا إسمه قصر بنت الخص

## تاريخ
هناك قصة كاذبة اقرب للأساطير منه للحقيقة حولها، وهي قصة لا يمكن أن تكون حقيقية لعدة أسباب: أولها أن السلطان الأكحل المريني عاش في حقبة زمنية أخرى، ثانيا لأن الرواية غير منطقية فكيف يحاصرها سنة ونصف، ثم يستسلم لأنه فقط ظن أنه لا زال لديها مؤونة وماء؟ بل وكيف يحاصرها بنفسه مدة عام ونصف؟؟ ثالثا كيف لسلطان يشهد له أنه الأقوى من سلاطين الدولة المريني التس توسعت في عهده، بل وكانت له حروب مع البرتغال واسبانيا أن يترك كل شيء ليحاصر امرأة لمدة عام ونصف؟ ألم يكن من الأسهل اقتحام المدينة؟ إليكم نص القصة الكاذبة: (خطبها السلطان أبو الحسن المريني . لم تقبل لقائه وأرادت أن تظهر له أنها ترفضه هو بالذات لأنها كانت تعلم بأطماعه في المنطقة فحاصر قلعتها ببريزينة في منطقة القور لم ترضخ بنت الخص للحصار، وكان لها من الطعام والشراب ما يكفي أهل المدينة لمدة عامين، صمدت الأميرة وقومها في وجه الحصار لكن مع مرور الوقت بدأت المؤونة تنفذ فخاف الناس، وهنا ظهرت حكمة الأميرة مباركة وذكاؤها الوقاد فقد أعطت كل مخزون القمح للماشية وغسلت الملابس و الأفرشة بكل الماء ثم تركتها ترعى أمام الملك و نشرت الملابس على مرأى منه ومن جنده.
ذبح الملك الماشية ووجد في أمعائها القمح، شيء ما اغظب السلطان اكثر و اكثر حتى قام بتكثيف الحصار على القلعة و دخل لها بجنوده و اخد الأميرة و قام بقتل كل جنودها و رعاياها و قتل اباها الى ان بدأت تطلب المساعدة من بعض الممالك الأوروبية ضد السلطان المغربي، لينتهي بها الأمر منتحرة داخل القصر.
لقد أثر الحصار أيما تأثير على بنت الخص و قومها الذين غادروا بعدها بريزينة إلى المنيعة حسبما رواه الرواة حيث أسسوا قصرا جديدا لا يزال ماثلا للعيان ليروي سيرة الأميرة المغدورة.) انتهت القصة الملفقة.

## أقوال وحكم
قالت ثلاثة يصفّروا الوجه وثلاثة يحمّروا الوجه؛ قال لها أمَا هما الثلاثة اللي يصفروا الوجه، قالت له: مشية الحفا ورقود القفا والمراة التالفة.
قال لها أمَا هما الثلاثة اللي يحمّروا الوجه، قالت له: اللي يعرف النسب والي يعرف بنات النسب والي يقنع بالنصيب اللي يكسب.

## مؤلفات حولها
- روني باسيت في كتابه La légende de Bent El Khass

## وصلة خارجية
- بنت الخصّ' الجزائرية.. أميرة أفشلَت حصارا باللباس والغنم .
- “بنت الخص”..قصة أميرة جزائرية قوية تميزت بذكائها الحاد و تفوقها .